# Românico em Portugal

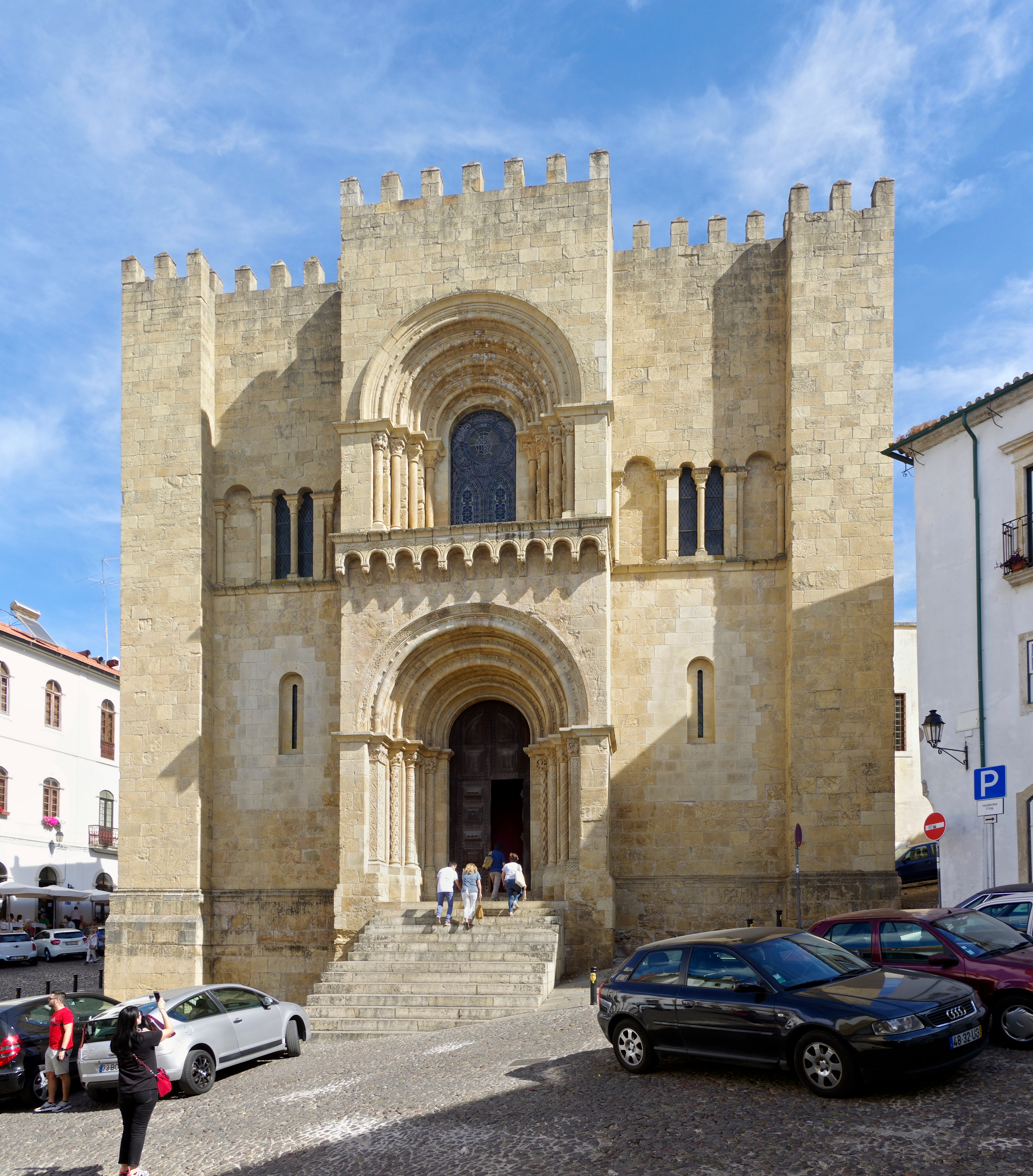
Fachada principal da Sé Velha de Coimbra, um dos edifícios românicos mais importantes de Portugal. A construção começou pouco depois da batalha de Ourique (1139), quando Afonso Henriques escolheu Coimbra como capital do reino.

O românico em Portugal foi um movimento artístico que se centrou no desenvolvimento da arquitectura e artes plásticas, focada nas construções religiosas e militares. Com as invasões muçulmanas deu-se a necessidade de criar  fortificações, que pudessem apoiar a Reconquista dos reinos cristãos, até ao sul da Península Ibérica, que se encontrava ocupada pelos muçulmanos.Isto levou, ao mesmo tempo,a uma aposta nas construções religiosas, na tentativa de reconverter as populações, então convertidas ao Islão. No campo da arte, o seu desenvolvimento teve uma clara influência por parte dos restantes países europeus.

## História
Depois do domínio visigótico nos séculos VI e VII, o império muçulmano, vindo do Norte de África em 711, invadiu a Península Ibérica. Alguns povoados cristãos resistiram nas montanhas do norte - nas Astúrias e, mais tarde, ao comando de Pelágio, reconquistaram lentamente o território até este ser separado pelos três filhos de Afonso III das Astúrias, constituindo-se aí três distintos reinos. De entre estes, estava o de Reino de Leão (mais tarde designado de Leão e Castela) no qual se encontrava, na parte mais ocidental, o Condado Portucalense. A partir de 1143, após a independência desse condado – agora Portugal – a progressiva reconquista para sul seria encaminhada pelos reis da nova nação. Em 1249, com a conquista de Faro por Afonso III, deu-se por terminado o domínio muçulmano no Garb al-Andalus, denominação do território respectivo a Portugal durante a ocupação.

## Arquitetura

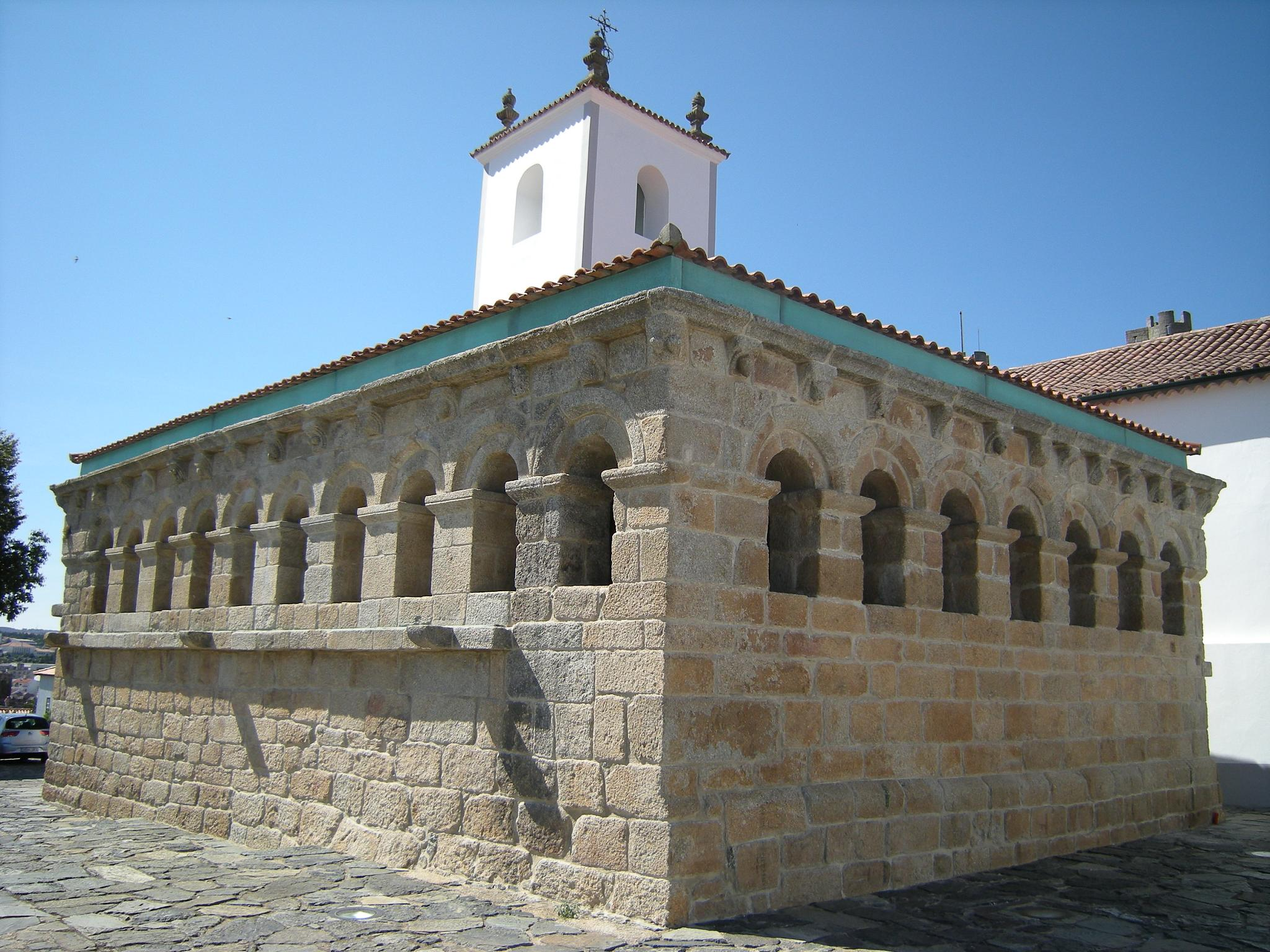
Domus Municipalis de Bragança, edifício único na Península Ibérica de arquitetura românica, com a forma de um pentágono irregular, século XII

A arquitectura românica no geral, e também em Portugal,tinha a função de erguer igrejas, castelos e fortificações.
Os templos cristãos eram construídos em pedra, pesados, com paredes muito grossas, poucas aberturas, e iluminação reduzida. A planta era normalmente em cruz latina, com três naves, duas laterais mais pequenas, e uma central mais larga; eram separadas por arcadas ou grossas colunas de pedra. A cobertura era feita em abóbada berço ou de arestas.
Anexados à igreja estavam o campanário (torre sineira), o batistério e por vezes claustros fortificados, que para além de terem a sua função religiosa serviam de  refúgio para os populares durante ataques à povoação.

## Pintura
A pintura românica era apenas um acrescento aos baixos relevos presentes no interior das igrejas, colorindo-os. À parte dessa pintura desenvolveram-se as iluminuras de influencia francesa que ornamentavam documentos tais como: bíblias, missais, evangeliários, etc.

## Escultura

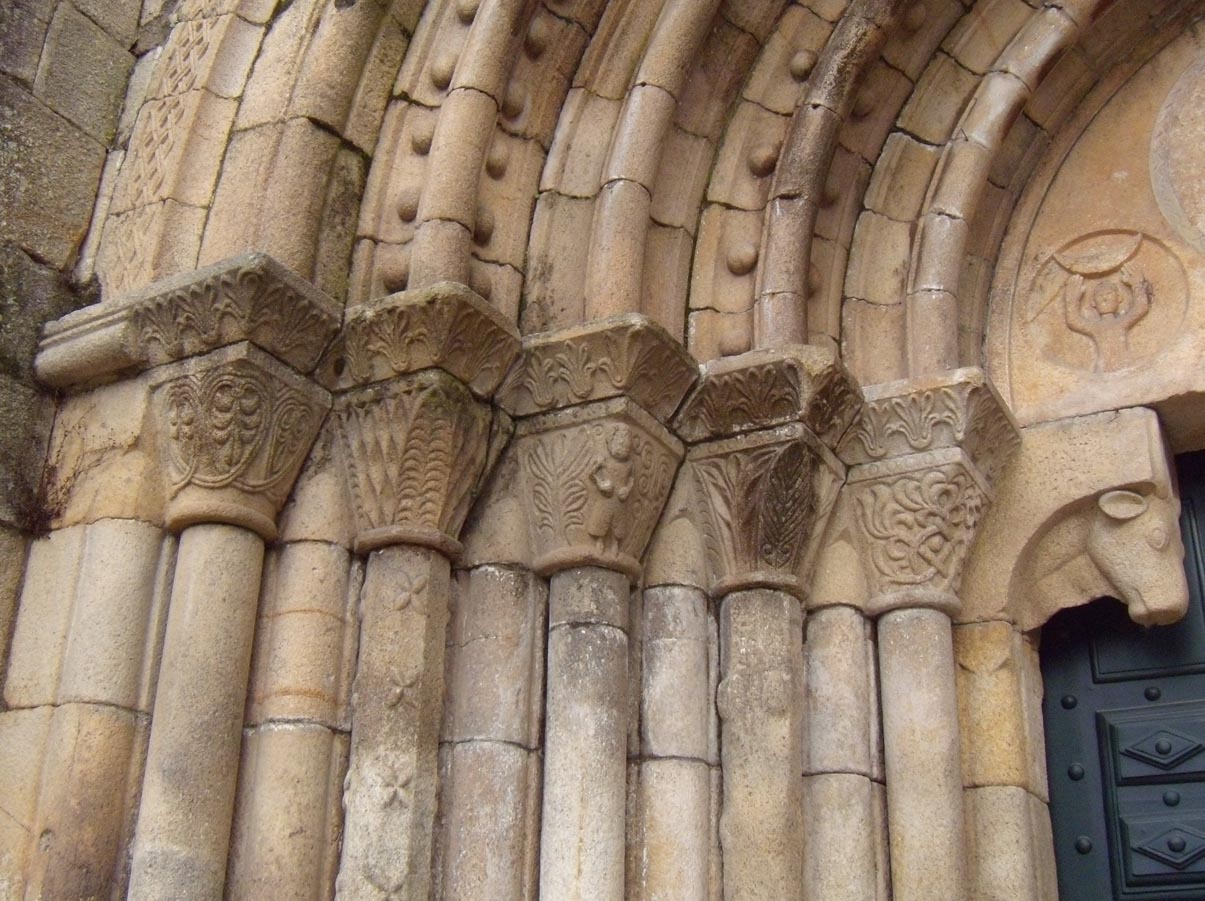
Mosteiro de Paço de Sousa, pormenor dos capitéis, Penafiel

Na escultura românica nota-se mais do que na arquitetura o carácter religioso da arte da época. Os baixos relevos que ornamentavam as igrejas, tanto no interior como no exterior, relatavam vários episódios da vida dos santos e de vários mitos e histórias bíblicos. Nos pórticos eram esculpidos, tanto no tímpano como nos capitéis e nos colunelos. A escultura dividia-se em duas temáticas:
- Representações de motivação apotropaica, tais como cruzes e sinais mágicos
- Representações de teofanias ou Maiestas Domini (Cristo em Majestade)  tais como os Agnus Dei ( o cordeiro místico trespassado por uma cruz) ou Cristo em mandorla isolado dos profetas, anjos e tetramorfos.